# 밀양시·밀양군
밀양시·밀양군은 대한민국의 옛 국회의원 선거구이다. 당시 경상남도 밀양시, 밀양군 지역을 관할했다.

## 역사
1989년 1월, 밀양군 밀양읍이 밀양시로 승격되었다. 이에 제14대 국회의원 선거를 앞두고 밀양군 선거구가 밀양시·밀양군 선거구로 개편되었다.
1995년 1월, 밀양시와 밀양군이 통합되면서 통합 밀양시가 출범했다. 이에 제15대 국회의원 선거를 앞두고 밀양시 선거구로 개편되었다.

## 역대 국회의원
| 선거   | 정당 | 정당       | 의원   |
| ------ | ---- | ---------- | ------ |
| 1992년 |      | 민주자유당 | 신상식 |

## 역대 선거 결과

### 대한민국 제14대 국회의원 선거
|  | 36.61% |

|  | 30.36% |

|  | 8.96% |

|  | 8.38% |

|  | 6.81% |

|  | 5.12% |

|  | 2.64% |

|  | 1.09% |